# Beckenmaß

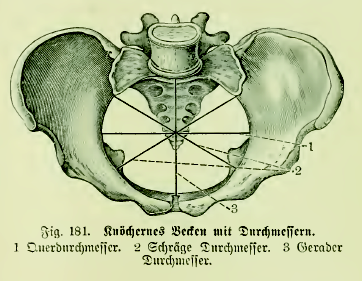
Verschiedene Beckendurchmesser

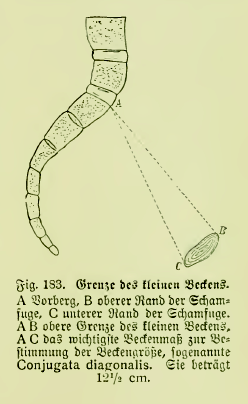
Conjugata diagonalis (AC)

Beckenmaße bezeichnen in der Geburtshilfe wichtige Maße des mütterlichen Beckens. Man unterscheidet die inneren von den äußeren Beckenmaßen, wobei erstere nur durch vaginale bzw. intraoperative Messungen oder radiologische Messungen bestimmt werden können, während letztere z. B. mit einem Beckenzirkel ausgemessen werden können.
Folgende Beckenmaße spielen eine Rolle in der Geburtshilfe:
- Äußere Beckenmaße:
  - Distantia interspinosa: Bezeichnet den Abstand zwischen den beiden Spina iliaca anteriores superiores: 25–26 cm.
  - Distantia intercristalis: Bezeichnet den weitesten Abstand der beiden Crista iliacae: 28–29 cm.
  - Distantia intertrochanterica: Bezeichnet den Abstand zwischen den beiden Trochanteres majores: 31–32 cm.
  - Conjugata externa: Bezeichnet den Abstand vom Oberrand der Symphyse bis zum Processus spinosus des 5. Lendenwirbels: 20–21 cm.

Conjugata vera = Conjugata externa – 9 cm.
- Innere Beckenmaße:
  - Conjugata vera (obstetrica): Das „wahre Beckenmaß“. Bezeichnet den Abstand des Promontoriums des Steißbeines bis zur hinteren Fläche der Symphyse. Dieses Maß bezeichnet die engste Stelle des Geburtskanals (siehe Geburtsmechanik).
  - Diameter transversa: Bezeichnet den Abstand zwischen den am weitesten lateral gelegenen Punkten des Beckeneingang.
  - Diameter obliqua: Bezeichnet den queren Beckendurchmesser zwischen dem Iliosacralgelenk und der Eminentia iliopubica.
  - Conjugata anatomica: Bezeichnet die Verbindung zwischen dem Oberrand der Symphyse und dem Promuntorium des Os sacrum.
  - Conjugata diagonalis oder Hebammendurchmesser: Bezeichnet den Abstand zwischen dem Unterrand der Symphyse bis zum Promontorium des Os sacrum. Dieses Maß kann per vaginam gemessen werden und kann zur Abschätzung der Conjugata vera dienen.
  - Conjugata recta: Bezeichnet den Abstand zwischen dem Unterrand der Symphyse und der unteren Spitze des Os coccygis.

Conjugata vera = Conjugata diagonalis - 1,5 cm.

## Beckenzirkel

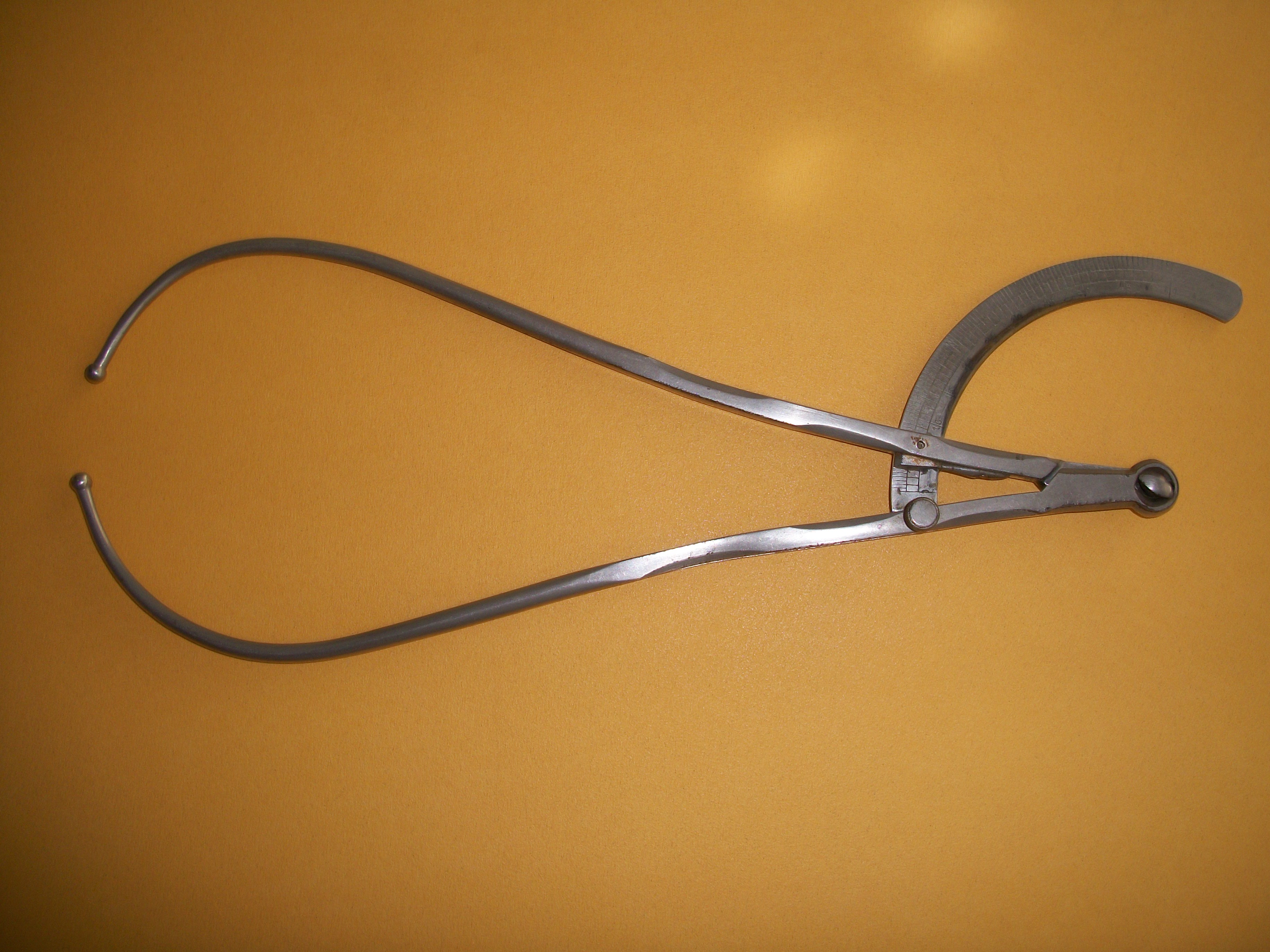
Beckenzirkel

Der Beckenzirkel  wird in der Geburtshilfe verwendet und dient zur Ermittlung der äußeren Beckenmaße von Frauen. Die Ergebnisse dienen der Abschätzung, ob das jeweilige Becken für eine natürliche Geburt groß genug ist.